# Vesiculentomon
Vesiculentomon är ett släkte av urinsekter. Vesiculentomon ingår i familjen lönntrevfotingar.
Kladogram enligt Catalogue of Life:
| Vesiculentomon | \| \| Vesiculentomon marshalli \| \| \| \| \| \| Vesiculentomon ruseki \| \| \| \| |
|                | \| \| Vesiculentomon marshalli \| \| \| \| \| \| Vesiculentomon ruseki \| \| \| \| |
|                | Vesiculentomon marshalli                                                           |
|                |                                                                                    |
|                | Vesiculentomon ruseki                                                              |
|                |                                                                                    |